# Amor Madhi
 (février 2012).
Si vous disposez d'ouvrages ou d'articles de référence ou si vous connaissez des sites web de qualité traitant du thème abordé ici, merci de compléter l'article en donnant les références utiles à sa vérifiabilité et en les liant à la section « Notes et références ».
Amor Madhi (arabe : عمر ماضي), né le 22 août 1946 à Sfax et mort le 1er octobre 2013, est un footballeur international tunisien actif dans les années 1960 et 1970. Il évolue alors au poste d'avant-centre avec la sélection tunisienne. Atteint de diabète, il vit dans des conditions très difficiles durant sa dernière décennie.

## Carrière
Il rejoint très jeune les rangs du seul club où il passe toute sa carrière, le Sfax railway sport, à un moment où le départ des footballeurs étrangers comme Georges Paraskevas, Jacky Amato, Émile Dato et les frères Jean, Mario, Vincent et Antoine Compagno laissent un grand vide.
Remarqué par l'entraîneur André Nagy alors qu'il évolue en juniors, il est coopté chez les seniors à la fin de la saison 1963-1964 ; il dispute son premier match le 3 mai 1964 contre l'Union sportive tunisienne (3-2 dont un but de Madhi). Pendant quatre saisons, l'entraîneur le prend en charge pour discipliner son jeu et en faire un grand attaquant. Avec Ezzedine Chakroun et Romdhan Toumi en particulier, il constitue un trio qui permet à son club de jouer les premiers rôles pendant près de huit saisons. Il marque cinq buts au cours d'un seul match de coupe contre l'Olympique de Béja en 1966 et quatre en championnat contre le Club sportif des cheminots en 1973.
Il est également sélectionné dans l'équipe nationale avec laquelle il participe aux Jeux méditerranéens de 1967. Il participe notamment au match inaugural, au stade olympique d'El Menzah, marquant deux buts contre la Libye (3-0) le 8 septembre 1967, ce qui fait de lui le premier joueur à marquer dans ce stade,. Ce match correspond à sa première sélection officielle même s'il avait participé à d'autres matchs de préparation à partir du 4 décembre 1966, comme contre les Bohemians 1905, et comptait deux buts contre le club d'Avignon et un contre celui d'Aix-en-Provence.
Il met fin à sa carrière le 1er novembre 1974 après un match contre le Club sportif sfaxien.

## Palmarès
- Vainqueur du championnat de Tunisie en 1968
- Finaliste de la coupe de Tunisie en 1968

## Statistiques
- 170 matchs en championnat, 54 buts marqués
- 23 matchs en coupe, 18 buts marqués
- 12 sélections en équipe nationale, quatre buts marqués